# Saltos ornamentais no Campeonato Mundial de Esportes Aquáticos de 2023 - Trampolim 1 m individual feminino

A competição de saltos ornamentais na categoria  trampolim 1 m individual feminino no Campeonato Mundial de Esportes Aquáticos de 2023 fora realizada nos dias 14 e 15 de julho de 2023 no Fukuoka Prefectural Pool em Fukuoka, no Japão. Ao todo, 44 atletas de 29 Comitês Olímpicos Nacionais participaram do evento.

## Cronograma
Todos os horários estão na Hora Legal Japonesa (UTC+09).
| Data        | Hora  | Evento        |
| ----------- | ----- | ------------- |
| 14 de junho | 15:00 | Eliminatórias |
| 15 de junho | 14:30 | Final         |

## Formato da competição
A competição consiste em duas rodadas: eliminatória e final. As 12 melhores saltadoras avançam até a final. E, aquela com a melhor pontuação garante a medalha de ouro.

## Medalhistas
| Ouro             | Prata            | Bronze                  |
| Lin Shan · China | Li Yajie · China | Aranza Vazquez · México |

## Resultados
| Pos. | Saltadora                   | CON            | Eliminatória | Eliminatória | Final         | Final         |
| Pos. | Saltadora                   | CON            | Pontos       | Pos.         | Pontos        | Pos.          |
| ---- | --------------------------- | -------------- | ------------ | ------------ | ------------- | ------------- |
| 1    | Lin Shan                    | China          | 291.25       | 1            | 318.60        | 1             |
| 2    | Li Yajie                    | China          | 283.35       | 2            | 306.35        | 2             |
| 3    | Aranza Vazquez              | México         | 262.20       | 3            | 285.05        | 3             |
| 4    | Pamela Ware                 | Canadá         | 237.35       | 12           | 284.40        | 4             |
| 5    | Maha Amer Eissa             | Egito          | 237.60       | 11           | 264.55        | 5             |
| 6    | Chiara Pellacani            | Itália         | 243.45       | 5            | 260.85        | 6             |
| 7    | Hailey Hernandez            | Estados Unidos | 239.40       | 10           | 259.20        | 7             |
| 8    | Michelle Heimberg           | Suíça          | 251.90       | 4            | 258.35        | 8             |
| 9    | Georgia Sheehan             | Austrália      | 242.25       | 6            | 256.75        | 9             |
| 10   | Jette Muller                | Alemanha       | 242.00       | 8            | 248.25        | 10            |
| 11   | Julia Vicent                | África do Sul  | 242.25       | 6            | 227.05        | 11            |
| 12   | Elena Bertocchi             | Itália         | 239.55       | 9            | 215.10        | 12            |
| 13   | Elizabeth Roussel           | Nova Zelândia  | 235.65       | 13           | Não avançaram | Não avançaram |
| 14   | Kim Na Hyun                 | Coreia do Sul  | 234.40       | 14           | Não avançaram | Não avançaram |
| 15   | Mia Vallee                  | Canadá         | 232.15       | 15           | Não avançaram | Não avançaram |
| 16   | Joslyn Oakley               | Estados Unidos | 231.95       | 16           | Não avançaram | Não avançaram |
| 17   | Clare Cryan                 | Irlanda        | 229.50       | 17           | Não avançaram | Não avançaram |
| 18   | Kaja Skrzek                 | Polónia        | 229.45       | 18           | Não avançaram | Não avançaram |
| 19   | Suji Kim                    | Coreia do Sul  | 229.40       | 19           | Não avançaram | Não avançaram |
| 20   | Lauren Hallaselka           | Finlândia      | 227.50       | 20           | Não avançaram | Não avançaram |
| 21   | Elna Widerstrom             | Suécia         | 227.00       | 21           | Não avançaram | Não avançaram |
| 22   | Gladies Lariesa Garina Haga | Indonésia      | 226.55       | 22           | Não avançaram | Não avançaram |
| 23   | Anna Santos                 | Brasil         | 226.45       | 23           | Não avançaram | Não avançaram |
| 24   | Anisley Garcia              | Cuba           | 226.30       | 24           | Não avançaram | Não avançaram |
| 25   | Naïs Gillet                 | França         | 225.15       | 25           | Não avançaram | Não avançaram |
| 26   | Luana Lira                  | Brasil         | 224.35       | 26           | Não avançaram | Não avançaram |
| 27   | Brittany O'Brien            | Austrália      | 221.45       | 27           | Não avançaram | Não avançaram |
| 28   | Džeja Delanija Patrika      | Letônia        | 218.90       | 28           | Não avançaram | Não avançaram |
| 29   | Caroline Kupka              | Noruega        | 217.00       | 29           | Não avançaram | Não avançaram |
| 30   | Helle Tuxen                 | Noruega        | 214.95       | 30           | Não avançaram | Não avançaram |
| 31   | Paola Pineda                | México         | 214.25       | 31           | Não avançaram | Não avançaram |
| 32   | Elizabeth Perez             | Venezuela      | 213.10       | 32           | Não avançaram | Não avançaram |
| 33   | Lena Hentschel              | Alemanha       | 212.00       | 33           | Não avançaram | Não avançaram |
| 34   | Daniela Zapata              | Colômbia       | 210.70       | 34           | Não avançaram | Não avançaram |
| 35   | Ong Ker Ing                 | Malásia        | 204.30       | 35           | Não avançaram | Não avançaram |
| 36   | Bailey Heydra               | África do Sul  | 202.00       | 36           | Não avançaram | Não avançaram |
| 37   | Emilia Nilsson Garip        | Suécia         | 199.95       | 37           | Não avançaram | Não avançaram |
| 38   | Ana Ricci                   | Peru           | 199.35       | 38           | Não avançaram | Não avançaram |
| 39   | Amelie Foerster             | Roménia        | 190.85       | 39           | Não avançaram | Não avançaram |
| 40   | Rocio Velazquez             | Espanha        | 189.40       | 40           | Não avançaram | Não avançaram |
| 41   | Estilla Mosena              | Hungria        | 186.90       | 41           | Não avançaram | Não avançaram |
| 42   | Patricia Kun                | Hungria        | 182.40       | 42           | Não avançaram | Não avançaram |
| 43   | Prisis Ruiz                 | Cuba           | 181.15       | 43           | Não avançaram | Não avançaram |
| 44   | Kimberly Qian Ping Bong     | Malásia        | 178.40       | 44           | Não avançaram | Não avançaram |